# Międzynarodowy Festiwal Filmowy Nowe Horyzonty

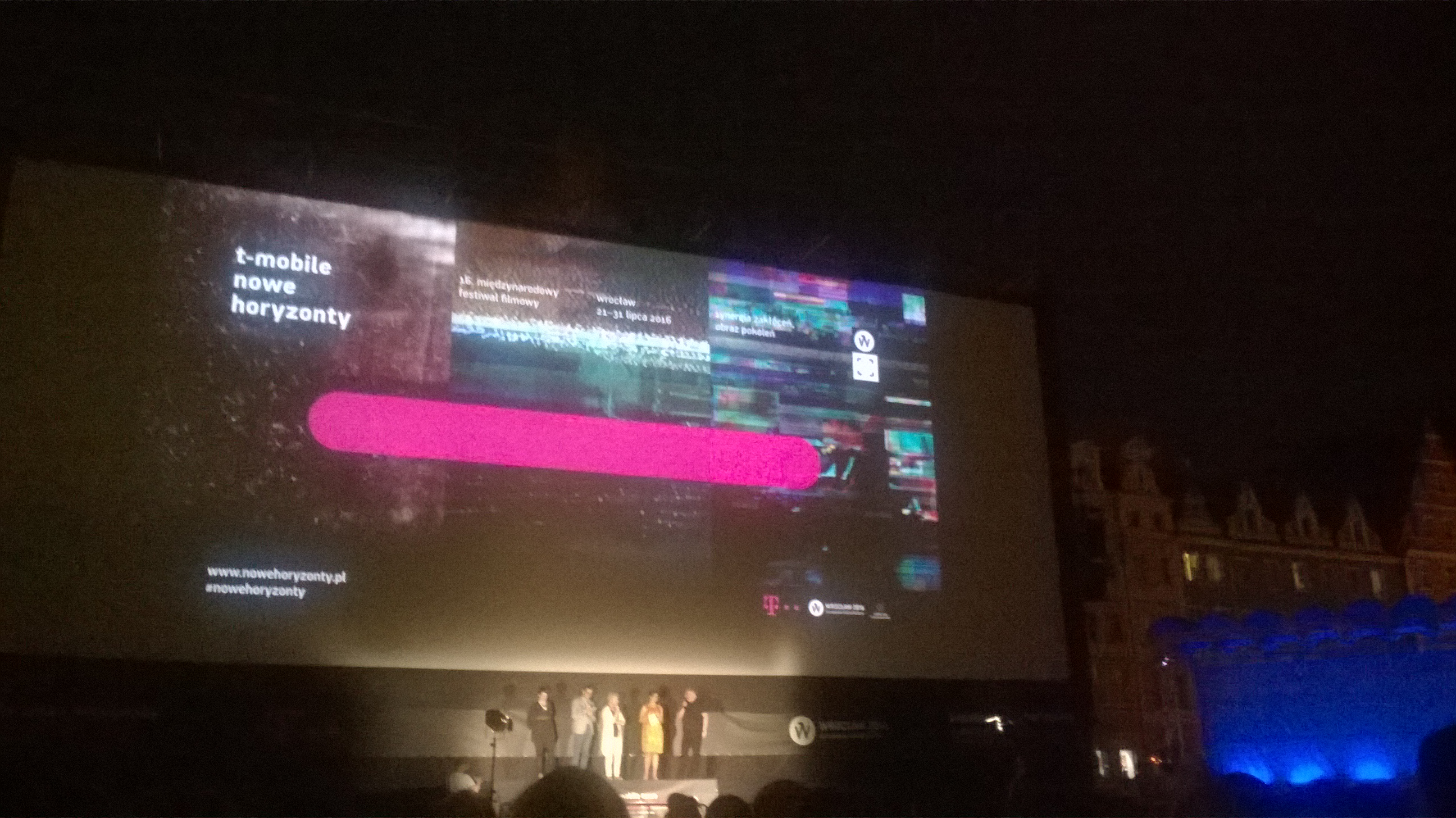
Roman Gutek otwiera nocne pokazy na wrocławskim Rynku, Wrocław 2016

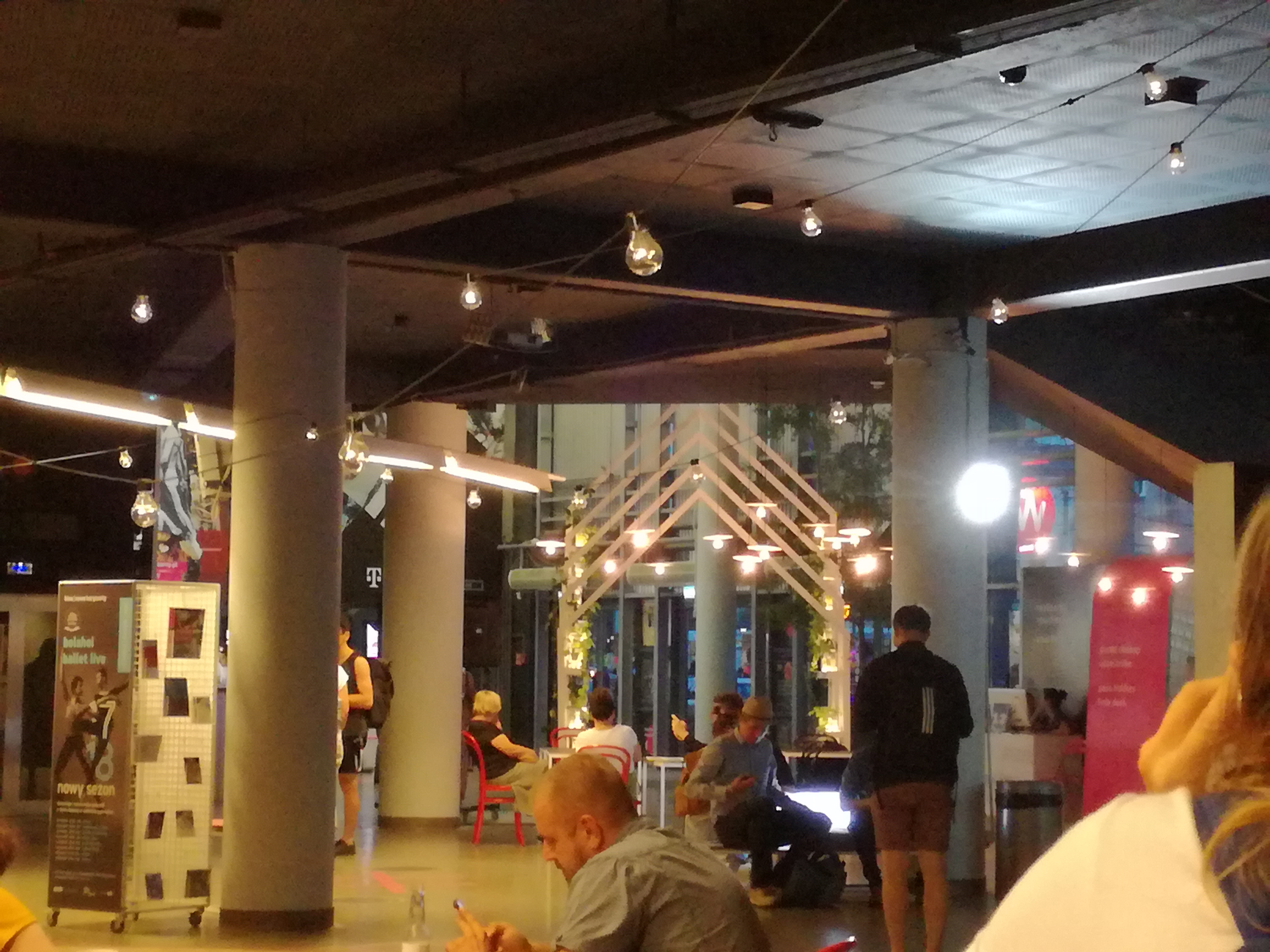
Główna przestrzeń festiwalowa w Kinie Nowe Horyzonty, Wrocław 2017

Międzynarodowy Festiwal Filmowy Nowe Horyzonty (dawniej: Era Nowe Horyzonty, T-Mobile Nowe Horyzonty, w latach 2023-2024 Międzynarodowy Festiwal Filmowy mBank Nowe Horyzonty, od 2025 roku Międzynarodowy Festiwal Filmowy BNP Paribas Nowe Horyzonty) – festiwal filmowy odbywający się co roku pod koniec lipca we Wrocławiu.
Głównym założeniem festiwalu jest prezentacja kina artystycznego, niekonwencjonalnego i bezkompromisowego. Program układany jest z myślą o publiczności wymagającej i szukającej w sztuce nowych doświadczeń i przeżyć, oczekującej od twórców własnego, oryginalnego języka.
Pomysłodawcą festiwalu był Roman Gutek, a organizacją zajmuje się Stowarzyszenie Nowe Horyzonty.
Pierwszy festiwal miał miejsce w roku 2001 w Sanoku, w latach 2002–2005 odbywał się w Cieszynie i Czeskim Cieszynie, od 2006 we Wrocławiu.
24. Międzynarodowy Festiwal Filmowy mBank Nowe Horyzonty odbył się stacjonarnie w dniach 18-28 lipca we Wrocławiu, a między 18 lipca a 4 sierpnia również online. W programie znalazło się 285 filmów o łącznym czasie trwania 25 600 minut, a do tego wystawy, koncerty, spotkania i inne wydarzenia towarzyszące.

## Konkurs
Począwszy od drugiej edycji przeprowadzany jest konkurs na najlepszy film festiwalu. Do ósmej edycji Nowych Horyzontów włącznie głosy na poszczególne filmy konkursowe oddawała festiwalowa publiczność. Począwszy od 2009 roku Grand Prix Nowych Horyzontów przyznaje pięcioosobowe jury, złożone z twórców i twórczyń oraz przedstawicieli i przedstawicielek branży filmowej, zaś widzowie i widzki kontynuują przyznawanie Nagrody Publiczności.
| Rok  | Tytuł filmu                           | Reżyseria                  | Kraj                                                            | Jury                                                                                           |
| ---- | ------------------------------------- | -------------------------- | --------------------------------------------------------------- | ---------------------------------------------------------------------------------------------- |
| 2009 | Głód                                  | Steve McQueen              | Irlandia                                                        | Łukasz Barczyk, João Botelho, Sebastián Lelio, Peter Strickland, Leszek Wosiewicz              |
| 2010 | Zwyczajna historia                    | Anocha Suwichakornpong     | Tajlandia                                                       | Jonathan Caouette, Piotr Dumała, Gideon Koppel, Mariusz Treliński, Yeşim Ustaoğlu              |
| 2011 | Attenberg                             | Athina Rachel Tsangari     | Grecja                                                          | Anocha Suwichakornpong, Denis Côté, Hugo Vieira da Silva, Frédéric Boyer, Mariusz Grzegorzek   |
| 2012 | Od czwartku do niedzieli              | Dominga Sotomayor Castillo | Chile / Holandia                                                | Urszula Antoniak, Naomi Kawase, Lav Diaz, Amat Escalante, Przemysław Wojcieszek                |
| 2013 | Niebiańskie żony Łąkowych Maryjczyków | Aleksiej Fiedorczenko      | Rosja                                                           | Béla Tarr, Dominga Sotomayor-Castillo, Edgar Pêra, Joanna Kos-Krauze, Christoph Terhechte      |
| 2014 | Biały cień                            | Noaz Deshe                 | Włochy / Niemcy / Tanzania                                      | Tomasz Wasilewski, Christian Jeune, Martin Schweighofer, Leonardo Brzezicki, Syllas Tzoumerkas |
| 2015 | Lucyfer                               | Gust Van den Berghe        | Belgia                                                          | Anna Sasnal, Khavn De La Cruz, Reha Erdem, Noaz Deshe, Diane Henderson                         |
| 2016 | Ostatnie dni miasta                   | Tamer El Said              | Egipt / Niemcy / Wielka Brytania / Zjednoczone Emiraty Arabskie | Mania Akbari, Gust Van den Berghe, Adrian Sitaru, Magnus von Horn, Sandrine Marques            |
| 2017 | Western                               | Valeska Grisebach          | Niemcy / Bułgaria / Austria                                     | Tamer El Said, Hadas Ben Aroya, Agnieszka Podsiadlik, Gastón Solnicki, Gustavo Beck            |
| 2018 | Wakacje                               | Isabella Eklöf             | Szwecja                                                         | Fred Kelemen, Valeska Grisebach, Anna Jadowska, Michał Marczak, Claudia Landsberger            |
| 2019 | Przynęta                              | Mark Jenkin                | Wielka Brytania                                                 | Isabella Eklöf, Johann Lurf, Rasha Salti, Agnieszka Smoczyńska, Kim Yutani                     |
| 2020 | Metamorfoza ptaków                    | Catarina Vasconcelos       | Portugalia                                                      | Dorota Lech, Krzysztof Skonieczny, Monika Strzępka, Klaudia Śmieja, Greg Zgliński              |
| 2021 | Theo i jego metamorfozy               | Damien Odoul               | Francja                                                         | Olga Tokarczuk, Catarina Vasconcelos, Burhan Qurbani, Adina Pintilie, Jagoda Szelc             |
| 2022 | Do piątku, Robinsonie                 | Mitra Farahani             | Francja                                                         | Agata Buzek, Michel Franco, Radu Jude, Nadaw Lapid, Sandra Wollner                             |
| 2023 | Delikwenci                            | Rodrigo Moreno             | Argentyna                                                       | Mark Jenkin, Dane Komljen, Jennifer Reeder, Sergio Fant, Aga Woszczyńska                       |
| 2024 | Wytłumaczenie wszystkiego             | Gábor Reisz                | Węgry                                                           | Rodrigo Moreno, Anthony Lapia, Jan P. Matuszyński, Kasia Smutniak, Ann Oren                    |

| Rok  | Tytuł Filmu                              | Reżyseria                     | Kraj                               |
| ---- | ---------------------------------------- | ----------------------------- | ---------------------------------- |
| 2002 | Paradox Lake                             | Przemysław Reut               | Stany Zjednoczone / Polska         |
| 2003 | Lalki                                    | Takeshi Kitano                | Francja / Japonia                  |
| 2004 | Jedwabna opowieść                        | Eleonore Faucher              | Francja                            |
| 2005 | Tarnation                                | Jonathan Caouette             | Stany Zjednoczone                  |
| 2006 | Święta rodzina                           | Sebastián Lelio               | Chile                              |
| 2007 | Potosi: czas podróży                     | Ron Havilio                   | Izrael / Francja                   |
| 2008 | Deszcz dzieci                            | Vincent Ward                  | Nowa Zelandia                      |
| 2009 | Tlen                                     | Iwan Wyrypajew                | Rosja                              |
| 2010 | Le Quatro Volte                          | Michelangelo Frammartino      | Włochy / Niemcy / Szwajcaria       |
| 2011 | Nagroda                                  | Paula Markovitch              | Meksyk / Francja / Polska / Niemcy |
| 2012 | Donoma                                   | Djinn Carrénard               | Francja                            |
| 2013 | Płynące wieżowce                         | Tomasz Wasilewski             | Polska                             |
| 2014 | Biały cień                               | Noaz Deshe                    | Włochy / Niemcy / Tanzania         |
| 2015 | Widzę, widzę                             | Severin Fiala, Veronika Franz | Austria                            |
| 2016 | Wszystkie nieprzespane noce              | Michał Marczak                | Polska                             |
| 2017 | Photon                                   | Norman Leto                   | Polska                             |
| 2018 | Siedzący słoń                            | Hu Bo                         | Chiny                              |
| 2019 | Przynęta                                 | Mark Jenkin                   | Wielka Brytania                    |
| 2020 | Metamorfoza ptaków                       | Catarina Vasconcelos          | Portugalia                         |
| 2021 | Śmierć niewinności i grzech nieistnienia | George Peter                  | Liban                              |
| 2022 | 107 matek                                | Péter Kerekes                 | Słowacja / Czechy / Ukraina        |
| 2023 | Czarny kos, czarna jeżyna                | Elene Naveriani               | Szwajcaria / Gruzja                |
| 2024 | Skarby                                   | Luna Carmoon                  | Wielka Brytania                    |